# 胃体
胃体（Body of stomach）とは、胃の中心部分やコーパスと呼ばれるヒトの胃の解剖学的部分をいう。小彎における胃角と反対側に膨らんでいる大彎と胃底の境界線は、胃を胃の上部である中心部と胃の下部である幽門部に分割している。胃体の下部は幽門と呼ばれ、噴門から水平に横切る線で区切られる部分は胃体の残りの部分となる。